# Static Blue
Pour les articles homonymes, voir Blue.
Static Blue, né Jonathan Blakoe le 26 avril 1987  à Warstein en Allemagne est un DJ et producteur français de musique trance et chillout.

## Biographie
En 2005, Jonathan a fini son premier single nommé Under The Sea lequel a été sorti sur un nouveau label anglais : Six Thirty Records plus tard au début de l'année 2006. Ce single, attirant l'attention des DJs et producteurs de musique Trance, Jonathan a reçu des encouragements de la part des meilleurs Djs trance mondiaux incluant Armin Van Buuren, Ferry Corsten et Above and Beyond.
Après le succès de Under The Sea, son second single Going Home sur le label Alter Ego records suivi, toujours en 2006, de son troisième single Fade Away cette fois-ci sur un label australien Amon Vision.
En 2006 et 2007 Static Blue a eu l'occasion de remixer quelques singles provenant des labels suivants : Deep Blue Records, Elevation Records, Alter Ego Records, Breeze Records et le label officiel de Ferry Corsten : Flashover Recordings.
Durant l'été 2007, Alter Ego a signé un contrat entre Static Blue et un autre DJ et producteur de musique trance nommé Amurai. Jonathan et Amurai ont donc sorti en 2007 un single After The Sunrise, premier véritable grand succès. Static Blue et Amurai ont reçu tout le soutien de la part des DJ suivants : Alex Morph & Van Eyden and Daniel Kandi, et le soutien des DJs des labels de Ferry Corsten, Armin Van Buuren, above & Beyond et encore d'autres DJs.
En 2008 Jonathan commence sa nouvelle collaboration musicale avec David Boldini, le DJ et producteur italien connu sous le pseudo 7 Skies.
Le reste est à venir...

## Discographie

### 2009
- Ferry Tayle & Static Blue - L'Acrobat
- Static Blue - Hide Away

### 2008
- 7 Skies & Static Blue - Central Park
- Carl B & Static Blue - Sunstruck
- Fast Distance & Static Blue - Floating World
- Fast Distance & Static Blue - Fictive Sequence
- Static Blue feat. Catherine - Closer To You

### 2007
- Static Blue & Harris Briggs feat. Airplanes - Watch The Skies Fall
- Nucvise & Static Blue - Fallout
- Amurai vs. Static Blue - After The Sunrise
- Static Blue - Aerial
- Icone Meets Static Blue - The Fall
- Chris Chambers & Static Blue - Dynamica

### 2006
- Static Blue - Fade Away
- Static Blue - Going Home
- Static Blue - Under The Sea
- Static Blue pres. Maava - Ice Lake
- Static Blue pres. Maava - Wonder

### Remixes
- Adam Szabo - Altra (7 Skies & Static Blue Remix)
- Serenade - Most Beautiful Happened (7 Skies & Static Blue Remix)
- Nucvise vs Nitrous Oxide - Field of Illusions (7 Skies & Static Blue Remix)
- Anjunabeats - Volume One (7 Skies & Static Blue Remix)
- Kamil Polner - Earth Protector (7 Skies & Static Blue Remix)
- Ilya Soloviev - Sunwaves (Static Blue Remix)
- Emotional Horizons & X-Plorations - Emotia (Static Blue Remix)
- Meridian - Emphase (7 Skies & Static Blue Remix)
- Randy Boyer & Eric Tadla - Stem Cell (Nisona & Static Blue Remix)
- Andy Piney - For The Forgotten (Static Blue Remix)
- Tetrazone - Alphalux (Static Blue Remix)
- Factoria - Revive (Static Blue Remix)
- ATP - Driftations (Static Blue Remix)
- K&D - Green Spirit (Static Blue Revised Mix)
- Digitalis - Sea Of Dreams (Static Blue Remix)
- Matt Abbott - Illusions (Static Blue Remix)
- Vodka - Parde (Avion Remix)
- Santiago Nino - Motion (Static Blue Remix)
- Michael & Angelo - One Step Beyond (Static Blue Remix)
- Tenthu vs. Tetrazone - Collapse (Static Blue Remix)
- Emphased Reality - Realsphere (Static Blue Remix)

### Compilations
(où Static Blue a mixé, et compilations où Static Blue figure dans les playlists).
- D. Trance 42
- Alter Ego Sessions Volume 02
- Dream Dance Vol. 47
- Dance Megamix 2008
- Laser Trance Vol. 1
- Deep Dance Vol. 10
- Dance Bang Vol. 1
- Trancemaster 5009
- Alter Ego Sessions Volume 01
- A State Of Mind
- Trancemaster 5005
- Mellomania Step 07
- Mellomania Step 09
- Live As Vol. 2